# Slag bij Bornhöved (1227)

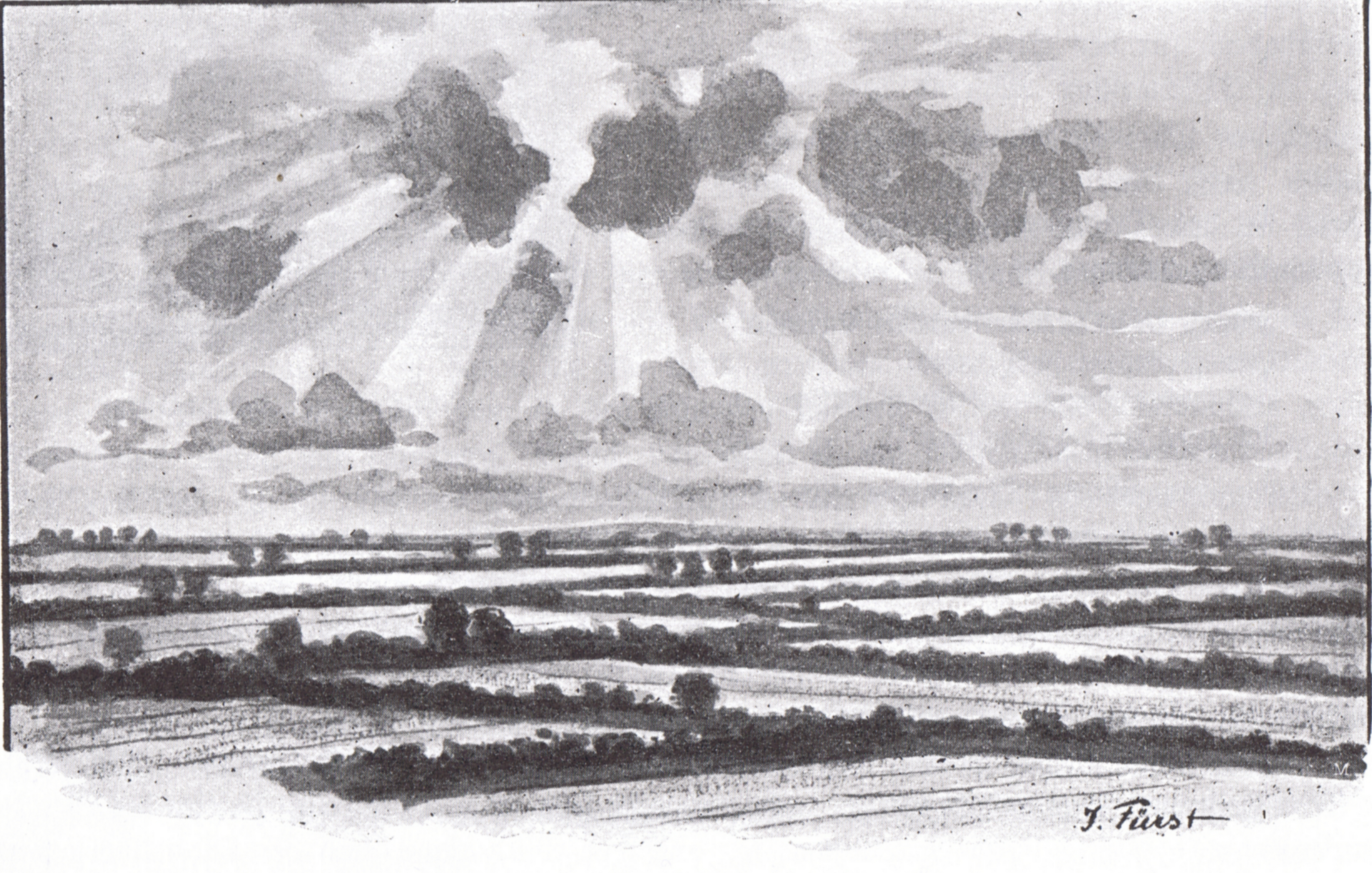
Das Schlachtfeld von Bornhöved (Julius Fürst um 1895)

De (tweede) Slag bij Bornhöved was een veldslag die op 22 juli 1227 werd uitgevochten nabij Bornhöved in Holstein. Graaf Adolf IV van Schauenburg en Holstein, aan het hoofd van Duitse troepen uit onder andere Hamburg en Lübeck, versloeg koning Waldemar II van Denemarken

## Voorgeschiedenis
Sinds de troonsbestijging van Waldemar I had Denemarken een expansieve politiek gevoerd in het Oostzeegebied. In 1168 veroverden Waldemar I en bisschop Absalon van Roskilde het eiland Rügen op de Wenden en werd de bevolking tot het christendom bekeerd. In 1182 besteeg Knoet VI de troon van Denemarken. Samen met zijn broer Waldemar, hertog van Sleeswijk, versloeg Knoet in 1201 een coalitie van Duitse vorsten in de Slag bij Stellau. In 1202 werd Waldemar koning van Denemarken. Tussen 1202 en 1210 werden Mecklenburg, Ratzeburg, Pommeren en Pommerellen veroverd en moesten de steden Hamburg en Lübeck Waldemar als hun heer erkennen. De graven van Schauenburg werden verdreven van hun leengoederen. In 1219 begon de Deense koning een kruistocht tegen de Esten, een van de laatste heidense volkeren van Europa. Op 6 mei 1223 werden Waldemar en zijn zoon op het eiland Lyø door Hendrik van Schwerin, een ontevreden vazal van Waldemar, gevangengenomen. Nadat in 1225 Albrecht van Orlamünde, de Deense stadhouder van Noordalbingië, door Adolf van Holstein werd verslagen in de Slag bij Mölln verklaarde Waldemar zich bereid om alle Deense veroveringen in Noord-Duitsland op te geven. Hij moest deze voorwaarden in een eed bevestigen alvorens hij op vrije voeten werd gesteld. Kort na zijn vrijlating werd de eed door paus Honorius III nietig verklaard. Waldemar verzamelde een groot leger om zijn verloren gebieden terug te winnen.

## De slag
Er werd ongewoon hevig gevochten en de slag bij Bornhöved duurde naar verhouding erg lang. Er werd naar verluidt zo stevig gestreden dat de mannen tot hun knieën in bloed moesten waden. De Deense koning verloor een oog en meerdere paarden werden onder hem vandaan geschoten. Net toen de Denen op het punt stonden de slag te winnen, liep een contingent uit Dithmarschen naar de Duitse vorsten over, waardoor de Denen steeds meer terrein moesten prijsgeven. Otto van Lüneburg, een Deense bondgenoot, en de bisschop van Ribe werden gevangengenomen.

## Gevolgen
Hoewel Waldemar het slagveld wist te ontvluchten en met een nieuw leger de coalitie op afstand kon houden, moest hij de Deense bezittingen ten zuiden van de Eider prijsgeven. Van het Deense Oostzeerijk bleven alleen Estland en Rügen in Deense handen. Waldemar spendeerde de rest van zijn regering met het codificeren van de wet en ondernam geen pogingen meer om zijn Duitse bezittingen terug te winnen.